# Gornja Mravica
Gornja Mravica (en serbe cyrillique : Горња Мравица) est un village de Bosnie-Herzégovine. Il est situé dans la municipalité de Prnjavor et dans la république serbe de Bosnie. Selon les premiers résultats du recensement bosnien de 2013, il compte 602 habitants.

## Démographie

### Évolution historique de la population dans la localité
| 1948 | 1953 | 1961  | 1971  | 1981 | 1991 | 2013 |
| ---- | ---- | ----- | ----- | ---- | ---- | ---- |
| -    | -    | 1 093 | 1 001 | 869  | 782  | 602  |

|  |

### Communauté locale
En 1991, la communauté locale de Gornja Mravica comptait 1 180 habitants, répartis de la manière suivante :